# Birkes
Birkes er frø fra opiumsvalmuen, der bruges som pynt på brød, i kager eller som ingrediens i madretter. I Danmark bruges birkes primært på franskbrød og rundstykker. I Østeuropa bruges birkes i store mængder også som fyld i kager. Birkes er oprindelig et jiddisch ord, som betyder "velsignelse" og blev brugt i forbindelse med sabbatbrød, som er bestrøet med valmuefrø.